# Skånela församling
Skånela församling var en församling i Uppsala stift och i Sigtuna kommun i Stockholms län. Församlingen uppgick 1998 i Norrsunda församling.

## Administrativ historik
Församlingen har medeltida ursprung.  
Församlingen utgjorde under medeltiden ett eget pastorat för att därefter till 1998 bilda pastorat med Norrsunda församling, före 1 oktober 1972 som moderförsamling, därefter som annexförsamling. 1998 gick Skånela församling upp i Norrsunda församling.

## Kyrkor
- Skånela kyrka